# Veja
Veja (estilizada dentro da revista como VEJA) é uma revista de distribuição semanal brasileira publicada pela Editora Abril às quartas-feiras. Criada em 1968 pelo jornalista Roberto Civita, a revista trata de temas variados de abrangência nacional e global. Entre os temas tratados com frequência estão questões políticas, econômicas, e culturais. Apesar de não ser o foco da revista, assuntos como tecnologia, ciência, ecologia e religião são abordados em alguns exemplares. São publicadas, eventualmente, edições que tratam de assuntos regionais, como a Veja São Paulo, Veja Rio, Veja Brasília e Veja BH. Com uma tiragem superior a um milhão de cópias, sendo a maioria de assinaturas, a revista Veja é revista de maior circulação do Brasil, segundo dados de 2017.

## História

### Primeiros anos

Capa da primeira edição da Revista Veja, lançada em 11 de setembro de 1968

Quando Roberto Civita, até então residindo em Tóquio como subchefe da sucursal local da Time, foi convidado pelo pai Victor a voltar para o Brasil e trabalhar em sua editora, a Abril, pôs como uma de suas condições criar uma revista semanal informativa nos moldes da Time. A primeira tentativa de fazer tal publicação, em 1965, eventualmente levou a uma mensal iniciada no ano seguinte, Realidade. O sucesso da Realidade, que chegou a 400 mil exemplares por mês, fez os Civita acreditarem na possibilidade da revista semanal. Roberto convidou Mino Carta, então no Jornal da Tarde após trabalhar na Abril como editor da Quatro Rodas, para ser o editor da revista, e ambos visitaram as cinco maiores revistas semanais dos Estados Unidos e Europa estudando a organização de tais publicações. Para recrutar uma equipe, lançaram um anúncio em outras publicações da Abril buscando "homens e mulheres inteligentes e insatisfeitos, que leiam muito, perguntem sempre 'por que' e queiram participar da construção do Brasil de amanhã", recebendo milhares de currículos e eventualmente peneirando os candidatos a uma equipe de cinquenta repórteres.
Em 11 de setembro de 1968, foi lançada a primeira edição da revista, então batizada Veja e Leia. Tendo como manchete de capa "O Grande Duelo no Mundo Comunista", trazia entre outras, as seguintes matérias: "Rebelião na Galáxia Vermelha", "A Romênia Quer Resistir", "Checos Têm Esperanças". Em sua página 20, no editorial, trazia publicado: "VEJA quer ser a grande revista semanal de informação de todos os brasileiros". A tiragem de 700 mil exemplares da primeira edição se esgotou, mas a edição seguinte vendeu só a metade. Logo as vendas eram de apenas 100 mil exemplares, com Veja dando prejuízos financeiros à Abril. Roberto Civita atribuiu a queda ao caráter denso, com matérias longas e pouco ilustradas, que espantariam o leitor comum. A situação piorou com o Ato Institucional Número Cinco em dezembro, que levou a edição número 15 a ser recolhida das bancas pelo regime militar, e todas as edições seguintes a serem forçadas a passarem pelo crivo da Censura. Ao ver seu conteúdo recusado, a redação em protesto substituía as partes cortadas por desenhos de anjos e demônios, e depois pela logomarca da Abril. Um total de 138 textos foram vetados até o relaxamento da Censura em 1976, com 55 sendo sobre política nacional, e 25 a respeito da própria censura. Houve textos que, mesmo não sendo proibidos na íntegra, tiveram a publicação inviabilizada pelos cortes drásticos. Outra edição acabou sendo apreendida pelo Exército em 1971, por revelar um esquema de corrupção que ameaçava o governador do Paraná Haroldo Leon Peres.
O sócio minoritário Giordano Rossi sempre perguntava a Victor Civita se não era melhor encerrar a publicação, mas Civita sempre mantinha que Veja merecia mais uma chance. Eventualmente a salvação da revista foi a criação das assinaturas, até então descartadas por medo da retaliação dos jornaleiros. Roberto teve de negociar com estes, prometendo que as outras publicações da Abril só entrariam no sistema de assinaturas dez anos mais tarde. Quando as assinaturas de Veja foram implantadas em 1975, a revista finalmente alcançou o equilíbrio entre despesas e lucros. Na mesma época, Carta deixou a publicação, que já alcançava 200 mil exemplares semanais.

### Década de 1980-90
Em abril de 1983, a revista publicou, em sua seção de ciência, uma reportagem afirmando que pesquisadores alemães, da cidade de Hamburgo, haviam criado um processo inédito que permitia a fusão de células animais e vegetais, culminando com um produto híbrido de carne bovina e tomate, capaz de crescer em árvores e apelidado de "boimate". A reportagem se baseou em informações de teor humorístico do periódico britânico New Science, sem perceber que se tratava de uma brincadeira de 1º de abril. O jornal O Estado de S. Paulo desmentiu as afirmações da publicação em 26 de junho daquele ano. A revista publicaria uma nota no mês seguinte, desmentindo a matéria original, corrigindo o equívoco e pedindo desculpas aos leitores.
Em 25 de abril de 1992, a revista publicou uma entrevista exclusiva com Pedro Collor de Mello, irmão do presidente Fernando Collor de Mello, em que o entrevistado denunciava irregularidades de desvio de dinheiro público em uma suposta parceria com Paulo César Farias. Essa entrevista desencadeou uma série de novas denúncias e investigações culminando com o impeachment e a renúncia do presidente.

### 2005-2008
Apesar de fundada nos anos 60 como uma revista de tendências centristas e centro-esquerdistas (na medida em que o regime de censura imposto pela ditadura militar permitisse), a partir dos anos 90 VEJA passou a se tornar gradativamente alinhada a ideias tradicionalmente associadas ao liberalismo econômico e às políticas de direita.
Em 14 de maio de 2005, reportagem da revista teve papel relevante na eclosão de outra crise política de grandes proporções, quando divulgou a transcrição de um vídeo em que se flagrava, com uma câmera escondida, o então funcionário dos Correios Maurício Marinho explicando a dois empresários como funcionaria um esquema de pagamentos de propina para fraudar licitações. Tal esquema envolveria o deputado Roberto Jefferson, e sua denúncia serviu de ignitor para que este deputado deflagrasse o chamado escândalo do mensalão.
No segundo semestre de 2005, por ocasião do referendo sobre a proibição da comercialização de armas de fogo e munições, a revista publicou a reportagem Referendo da fumaça, em que apresentava a seus leitores sete "razões" pelas quais deveriam votar "não" à pergunta "o comércio de armas de fogo e munição deve ser proibido no Brasil?". Veja justificou a sua opção afirmando que a consulta popular pretendia "desarmar a população e fortalecer o contrabando de armas e o arsenal dos bandidos". A jornalista Barbara Gancia, colunista da Folha de S.Paulo, criticou abertamente a posição da revista, afirmando que o argumento da reportagem de que o desarmamento é um dos pilares do totalitarismo "não só tenta vincular de forma sub-reptícia a campanha pelo desarmamento à agenda do PT [...] como ecoa a ladainha alarmista da direita truculenta." Gancia também acusou a revista, na mesma ocasião, de possuir interesses não declarados na defesa pelo "não", questionando "por que a revista não nos contou que a empresa à qual pertence paga aluguel de cerca R$ 1 milhão à família Birmann, da construtora homônima, que vem a ser proprietária do prédio que serve de sede da Editora Abril e também, veja só, da CBC, a Companhia Brasileira de Cartuchos?".
Em maio de 2006, o grupo Abril, mantenedor da revista, anunciou a sociedade com o Naspers, grupo de comunicações sul-africano. O grupo africano passou a deter 30% do capital da Abril, incluindo a compra dos 13,8% que pertenciam aos fundos de investimento administrados pela Capital International, desde julho de 2004.

### 2009-2012
Em 2009, a revista Veja liberou o acesso a informação de todas as suas edições, agora digitalizadas, em um projeto realizado com a parceria do Bradesco.
Em setembro de 2010 a revista publicou uma reportagem que denunciava a ministra-chefe da casa Civil, Erenice Guerra, por agir em conjunto com sua família num esquema torpe de tráfico de influência, sendo que Erenice era o braço direito de Dilma Rousseff quando esta era ministra da Casa Civil.
Em abril de 2012, a revista Carta Capital publicou matéria, baseada em informações da Polícia Federal, afirmando que Policarpo Júnior, diretor da sucursal de Veja em Brasília, manteve mais de 200 ligações telefônicas com o bicheiro Carlinhos Cachoeira, então preso sob a acusação de envolvimento com o crime organizado. Em um dos grampos captados pela Polícia Federal, Carlinhos Cachoeira, em conversa com o araponga Jairo Martins, responsável por filmar um pagamento de propina que culminou no escândalo do mensalão, afirma ter repassado à revista Veja todos "os grandes furos do Policarpo". Segundo Carta Capital, "a relação, se exposta em toda sua extensão, poderá trazer à tona não somente os métodos pouco jornalísticos usados pela semanal da Abril para fazer reportagens a partir de um esquema clandestino de arapongagem, mas a participação da revista na construção do escândalo do mensalão". Conforme o portal Rede Brasil Atual, o deputado federal pernambucano Fernando Ferro, do Partido dos Trabalhadores, acusou a revista de tentar abafar a criação de uma Comissão Parlamentar de Inquérito (CPI) para apurar a conexão entre Carlinhos Cachoeira, políticos, empresários e jornalistas. Ferro também acusou Veja de associação com o crime organizado e afirmou que deseja convocar Roberto Civita, presidente do Grupo Abril, para prestar esclarecimentos sobre as conexões entre a revista e Carlinhos Cachoeira.
Reinaldo Azevedo, jornalista da Veja, defendeu em seu blog a revista afirmando que a relação de Policarpo com Cachoeira é de fonte-jornalista, e que os grampos da PF haviam captado apenas duas ligações entre ambos e não duzentas. Reportagem da Carta Maior, entretanto, afirma que o delegado federal Matheus Mela Rodrigues disse ter interceptado, somente na sua operação, 42 ligações entre Policarpo Júnior e Cachoeira. Eliane Cantanhêde em 10 de maio de 2012 questionou uma suposta "aliança entre Fernando Collor e o PT para transformar a CPI do Cachoeira em CPI da imprensa". A colunista de política do jornal Folha de S.Paulo defendeu os jornalistas afirmando que a imprensa fez o seu papel e que as demissões de ministros provam a culpa.
Em seu blog pessoal, Reinaldo Azevedo ecoou artigos do jornalista Fábio Pannunzio e do sociólogo Demétrio Magnoli onde são feitas revelações potencialmente embaraçosas, até então desconhecidas de boa parte do público, quando Mino Carta, dono da revista Carta Capital, trabalhou na revista Veja à época da ditadura nos anos 70. Com base em arquivo digital público da própria Veja, Pannunzio e Azevedo expuseram o apoio de Mino Carta ao regime militar nos anos em que foi empregado de Roberto Civita, atual Presidente do Conselho de Administração e Diretor Editorial do Grupo Abril.
Os dois jornalistas relembram primeiramente palavras de Paulo Henrique Amorim, amigo pessoal de Mino Carta desde a época do regime militar, em que afirma que a redação da revista era feita sem a influência de Civita, dando a entender que tudo o que foi publicado à época era a visão pessoal e particular de Mino Carta. A partir daí, Azevedo e Pannunzio recuperaram diversos editoriais escritos por Carta apoiando explicitamente a ditadura militar, através de elogios rasgados e subservientes aos seus integrantes e do suporte à repressão contra o que chamava de "terroristas" e "subversivos" da luta armada. Em seus textos, Mino Carta chamava os militares de "único antídoto de seguro efeito contra a subversão e a corrupção", estas por sua vez definidas como realidades "nascidas e criadas à sombra dos erros voluntários e involuntários de líderes civis". São apresentados vários artigos em que Mino ironiza os presos políticos, faz elogios à Junta Militar e prega a adoção da pena de morte, do banimento ou da prisão perpétua para os terroristas.
Em reposta indireta a Reinaldo Azevedo, Fábio Pannunzio e Demétrio Magnoli, Mino Carta se mostra indignado, a ponto de fazer alusões a palhaços de circo em referência aos primeiros, acusando-os de "caluniadores" e "detratores da moral alheia", e relembra a necessidade de apoio ao regime militar com críticas veladas sublimares à época. Em momento algum ele nega o que escreveu, mas acusa a descontextualização de suas frases e textos frente à realidade e às necessidades da época em questão. Um tipo de "Ame-o ou deixe-o" como reproduzido pelo próprio em referência elogiosa ao infame slogan do governo militar sobre o Brasil. Segundo Reinaldo Azevedo: "É evidente que a imprensa estava sob severa censura em 1970, mas [...] se era proibido criticar, não era obrigatório elogiar".

### 2012-2013
Em maio de 2012, Veja acusou o ex-presidente Lula de ter proposto um acordo ao ministro do Supremo Tribunal Federal (STF) Gilmar Mendes visando obter o adiamento do julgamento do mensalão para 2013, em troca da blindagem do ministro na CPI que investiga a organização criminosa de Carlinhos Cachoeira. A proposta teria ocorrido no escritório do ex-ministro Nelson Jobim, na presença deste. Lula também teria dito, segundo Veja, que pretendia acionar o presidente da Comissão de Ética Pública da Presidência, Sepúlveda Pertence, ligado à ministra do STF Cármen Lúcia, para que ala apoiasse a estratégia de adiar o julgamento para 2013. Questionado pelo jornal O Estado de S. Paulo a respeito do episódio, Jobim desmentiu as declarações de Mendes, negando que o ministro e o ex-presidente tenham ficado sozinhos em algum momento e que tenham conversado sobre o mensalão. Sepúlveda Pertence também negou ter sido procurado por Lula para interceder junto a Cármen Lúcia. Posteriormente, Gilmar Mendes declarou: "O presidente tocou várias vezes na questão da CPMI. Desenvolvimento da CPMI, o domínio que o governo tinha sobre a CPMI e tudo mais. [...] Não houve nenhum pedido específico do presidente em relação ao mensalão. Manifestou um desejo.[...] Ele não pediu a mim diretamente. Disse: ‘O ideal era que isso não fosse julgado’." Lula afirmou que o teor da conversa apontado por Veja é inverídico e afirmou estar indignado com as acusações. A revista CartaCapital classificou as acusações de Veja como "mais um exemplar de contragolpe ensaiado para sair do foco das investigações da CPI, desmentido no mesmo dia por um dos personagens citados na apuração."
Em 2013, o criador de Veja Roberto Civita morreu. À época a revista tinha uma circulação de 1,3 milhão de exemplares semanais, a segunda maior publicação desse tipo no mundo depois de sua inspiração, a Time.

### 2014-2015
Em outubro de 2014, a VEJA trouxe a capa uma reportagem do doleiro Alberto Youssef, onde ele afirma que Dilma e Lula sabiam do esquema da Petrobras. A capa traz a foto dos dois com a frase: "Eles sabiam de tudo". O lançamento da edição foi antecipado para quinta-feira anterior ao domingo da eleição, quando normalmente é feito nos sábado. A antecipação da edição e teor da reportagem de capa foram tachados pela coligação da candidata Dilma como tentativa de manipulação do processo eleitoral. Em 25 de outubro o ministro do TSE Admar Gonzaga concedeu direito de resposta e reiterou que “o direito de resposta não possui contornos de sanção, mas o exercício constitucional da liberdade de expressão, por meio do mesmo veículo, conquanto se aviste ofensa grave e/ou afirmação sabidamente inverídica”. Em março de 2016, o ex-líder do governo no Senado, Delcídio do Amaral em delação premiada disse que Lula e Dilma sabiam de tudo, fato trazido pela capa de VEJA de outubro de 2014, no depoimento do doleiro Alberto Youssef.

### 2016-presente
Em fevereiro de 2016, a direção de redação da revista foi alterada com a chegada de André Petry. Ele substituiu Eurípedes Alcântra. De acordo com o economista, ex-colunista e ideólogo de extrema-direita, Rodrigo Constantino, com essa mudança a revista tende a guinar novamente para esquerda, e se baseia na saída de Joice Hasselmann em 2015, que trabalhava no TVEJA. Em 2017, foi divulgado que a revista Veja era a de maior circulação no Brasil. Em agosto de 2019, conta com uma circulação líquida de 472 591 exemplares, sendo destes 176 470 exemplares impressos. Em dezembro de 2018, o Grupo Abril é vendido para o empresário Fábio Carvalho.

## Críticas e controvérsias
Até 2017, a revista se posicionava muitas vezes, ao coordenar sua linha editorial com alguns dos setores conservadores da direita brasileira, o que a faz alvo de críticas por alguns setores da sociedade e personalidades, muitos pertencentes a setores da esquerda, como os jornalistas Luis Nassif em seção especial de seu blog e o próprio Mino Carta, em diversas edições de sua revista, a CartaCapital. Ambos travam disputas judiciais com a revista e seus colunistas (em especial, Diogo Mainardi) em relação às acusações feitas por ambas as partes.
Em agosto de 2010, o Tribunal Superior Eleitoral (TSE) concedeu ao Partido dos Trabalhadores (PT) direito de resposta a ser veiculado pela Veja. A decisão do TSE se deve à publicação da reportagem "Índio acertou no Alvo", sobre as declarações do deputado Índio da Costa acerca das supostas ligações entre o PT e as Forças Armadas Revolucionárias da Colômbia (FARC) e o narcotráfico. Sobre a concessão do direito de resposta, o ministro Hamilton Carvalhido afirmou que "há uma linha tênue que separa o legítimo direito de exercer a liberdade de imprensa e seus abusos". A medida foi criticada por juristas como Miguel Reale Júnior, Ives Gandra Martins, Paulo Brossard, Oscar Vilhena Vieira e Carlos Velloso. Para Reale Júnior, "dizer a verdade não constitui crime se a intenção não é ofender mas narrar um fato - mesmo que esse fato venha em desfavor do prestígio social de uma entidade, como um partido político", enquanto para Ives Gandra a revista teria expressado sua opinião, "um direito seu", e teria feito "a análise de um fato, o que é legítimo dentro dos princípios da liberdade de imprensa." Para Brossard "os fatos publicados são de notoriedade incontroversa", "fatos públicos e graves" que teriam sido "noticiado fartamente"; já Vilhena Vieira afirmou que o caso "confirma uma tendência de restrição ao direito à informação e à liberdade de expressão no Brasil", e que Veja "tinha o direito de publicar a reportagem".
Às vésperas das eleições presidenciais de 2014, a revista Veja antecipou sua edição mensal para publicar uma matéria de capa afirmando que tanto Dilma Rousseff quanto Luiz Inácio Lula da Silva sabiam do escândalo envolvendo desvios financeiros na Petrobras. A postura da revista foi encarada como uma manobra eleitoral por determinados setores da população, gerando represálias contra a sede da Editora Abril, que foi assediada por centenas de manifestantes em outubro daquele ano. O ministro Admar Gonzaga, do TSE, concedeu o direito de resposta ao Partido dos Trabalhadores por considerar que a publicação não teve "qualquer cautela” e transmitiu a acusação de “forma ofensiva” e em “tom de certeza”.
Em sua edição de Nº 2 436 de julho de 2015, a matéria de capa revelava ligações do ex-presidente Luiz Inácio Lula da Silva com o esquema de corrupção investigado pela "Operação Lava Jato". As acusações da revista são fundadas em suposta "intenção" do empreiteiro Léo Pinheiro em realizar uma delação premiada na qual colocaria o ex-presidente Lula como participante e beneficiado do esquema de corrupção. No entanto, em nota à imprensa publicada no dia 25 de julho de 2015, o empresário afirma que as informações contidas na reportagem são falsas e que não há qualquer intenção em realizar uma delação premiada nesse sentido. Como resultado, o ex-presidente entrou com uma ação judicial por reparação de danos morais contra os responsáveis pela revista. Lula também acionou a justiça na edição 2 450, entretanto a juíza da 5º vara Civil do Fórum de Pinheiros negou o pedido de indenização do ex-presidente, por entender que a revista não ultrapassou os limites.
Na mesma edição, a revista também publicou reportagem dos jornalistas Leslie Leitão e Thiago Prado que apresentava documento supostamente confidencial revelando a existência de uma conta do Senador Romário (PSB) em um banco suíço (BSI), contendo um valor de R$ 7,5 milhões não declarados à Receita Federal do Brasil. O fato foi desmentido pelo próprio jogador que foi até Genebra para reclamar o valor, mas verificou a inexistência da conta em seu nome. Em sua coluna eletrônica no Jornal "O GLOBO" o jornalista Ricardo Noblat destacou possíveis ligações entre a Veja e o Prefeito do Rio de Janeiro Eduardo Paes (PMDB), dada a conveniência da publicação da reportagem no momento em que Romário aparece com 30% das intenções de voto na disputa pela prefeitura do Rio de Janeiro.
A revista também já foi alvo de diversos processos judiciais. Alguns dos litigantes foram partidos como PCdoB e PT mas também diversos políticos individualmente; entre eles, Erenice Guerra, Luciana Genro, José Genoino, Roberto Marques, Orestes Quércia,Yeda Crusius, Luiz Marinho, Vicentinho, Renan Calheiros e Luiz Gushiken, sendo condenada em alguns casos, e absolvida em outros.

### CPMI do Cachoeira
Em 2012, a revista foi acusada pela Rede Record, em uma reportagem de quinze minutos de duração, de agir a mando do contraventor Carlinhos Cachoeira. Após a instalação da CPMI do Cachoeira, o PT divulgou um documento em que cobra a fixação de um marco regulatório para os meios de comunicação. De acordo com a Folha de S.Paulo, o texto divulgado pelo partido diz que após o escândalo envolvendo Cachoeira e Demóstenes, ficou claro a associação de um setor da mídia com organizações criminosas.
A transcrição de um áudio da Operação Monte Carlo, que prendeu o bicheiro Carlinhos Cachoeira em fevereiro, também revela que um araponga de Cachoeira invadiu o quarto de hotel do ex-ministro da Casa Civil José Dirceu para recolher material e abastecer a revista Veja. Após esta divulgação, Fernando Ferro disse no dia 17 de abril, na tribuna da Câmara em Brasília: “Na semana passada, tinha afirmado aqui que a revista Veja se associava ao crime organizado para fazer jornalismo. Eu me enganei, acho que a revista Veja já é o próprio crime organizado fazendo jornalismo”.
Em seguida, houve troca de acusações entre políticos e jornalistas. Enquanto governistas argumentaram que Roberto Civita (presidente do Conselho de Administração do Grupo Abril) cometeu crimes à privacidade iguais aos cometidos por Rupert Murdoch (que controlava os jornais The Sun e News of the World), em 8 de maio de 2012, o colunista Ricardo Noblat publicou no jornal O Globo o editorial Roberto Civita não é Rupert Murdoch, defendendo que Civita é inocente e acusando partidos de esquerda de estarem perseguindo a revista em função das ligações entre Cachoeira e o diretor da publicação em Brasília, Policarpo Junior. Diversos jornais passaram a publicar editoriais sobre a polêmica, entre eles a própria revista Veja. Vários integrantes do Partido dos Trabalhadores também pediram que a CPMI do Cachoeira convocasse jornalistas.
Na mesma semana, a revista CartaCapital publicou em sua capa a foto de Civita ao lado da frase O nosso Murdoch, com uma matéria inteira tratando da atuação da revista Veja na CPMI do Cachoeira, também gerando polêmica em toda a mídia. O colunista Mauricio Dias escreveu: "(...) Essa prática se mantém, mas sustentada muitas vezes em parceria criminosa e não em investigação jornalística. Certas reportagens de Veja nos põem diante de um caso assim. A informação chega à redação de mãos beijadas. No caso, as mãos de Carlinhos Cachoeira."
Na edição da revista de 16 de maio, publicada em 12 de maio (apesar de a revista sempre ser publicada aos sábados, tradicionalmente vem com a data da quarta-feira), a revista trouxe uma matéria de capa denominada A imprensa acende a luz, se defendendo do episódio, relatando que tudo era uma afronta à democracia e arquitetado de forma a esconder o escândalo do mensalão. Também denunciou o uso de robôs em contas de Twitter para burlar o sistema do site para atacar a revista. Em uma reportagem exclusiva, a revista relatou que algumas contas ativas durante a semana (tais como @lucy_in_sky_, @JohnnyBlue733, @QuedaDaBastilha, @CassiaAlbuquerq e @marceloabreu1) eram utilizadas com o único propósito de atacar a revista através das hashtags (entre elas, #vejabandida, #civitanacpi, #vejagolpista, #vejacommedo, #vejapodrenoar, #vejanacpi, #vejavaiparacpi e #vejatemmedo), e com o único objetivo de elevar as estas hashtags à categoria de trend topics do Twitter. No entanto, blogueiros conseguiram localizar uma carioca de 59 anos, autora do perfil @lucy_in_sky_ do Twitter e desmontaram a tese de que o PT estaria fazendo "tuitaços" contra Veja utilizando perfis falsos na rede social.
A edição de 16 de maio da revista Carta Capital publicou matéria afirmando que o delegado federal Matheus Mela Rodrigues, coordenador da Operação Monte Carlo, disse acreditar que Policarpo Júnior tinha conhecimento das relações entre Demóstenes Torres e Carlinhos Cachoeira, contrariando a versão de que o jornalista e a revista Veja teriam sido enganados pelo senador. Segundo Carta Capital, "Veja não só não denunciou um parlamentar envolvido até o último fio de cabelo com um contraventor como o promoveu a ídolo da fatia conservadora do eleitorado brasileiro. Ao promover Torres, a revista manteve um meliante no Parlamento". A reportagem afirma ainda que as gravações feitas nos corredores do Hotel Naoum, em Brasília, divulgadas por Veja na matéria O poderoso chefão (sobre encontros entre o ex-chefe da casa civil José Dirceu com integrantes do governo), podem ter sido obtidas ilegalmente. As imagens, segundo Carta Capital, não eram do circuito interno de vigilância, o que configuraria invasão de privacidade. A revista apontou ainda que Policarpo Júnior obteve as imagens junto ao diretor da construtora Delta no Centro-Oeste, Cláudio Abreu, que serviu de intermediário de Carlinhos Cachoeira no episódio. O delegado Rodrigues afirmou ainda acreditar ter existido "alguma troca" na relação entre Policarpo Júnior e o grupo de Carlinhos Cachoeira.
O presidente da Federação Nacional dos Jornalistas (Fenaj), Celso Schröder, afirmou que o episódio "é um momento muito vergonhoso para o jornalismo, de confusão entre o público e o privado, entre jornalismo e partido político". Schröder criticou a prática jornalística de Veja, afirmando que a revista busca "prejudicar um lado da notícia para beneficiar outro". Schröder disse não ver problemas no relacionamento entre jornalistas e fontes envolvidas com o crime organizado, mas sim na "falta de independência do jornalista em relação a essas fontes". Também condenou o que classificou de corporativismo dos veículos de imprensa em torno do tema, motivados, afirma, por "solidariedade empresarial" e "jornalismo capenga".

### Extrato falso do senador Romário
Apesar da negativa do senador Romário, em 27 de julho de 2015, a revista publicou uma reportagem afirmando que obteve com o Ministério Público Federal o extrato de uma conta no banco suíço BSI em que Romário teria cerca de R$ 7,5 milhões. Romário prontamente respondeu com ironia às acusações e se deslocou até a Suíça para averiguar a situação. O banco BSI foi taxativo ao informar que o extrato publicado pela Veja era falso e apresentou queixa ao Ministério Público da Suíça. Devido à falsidade das informações veiculadas, Romário abriu processo por danos morais e direito de resposta contra a revista, apesar do pedido de desculpas e reconhecimento do erro publicados pela Veja.

## Suplementos Regionais
A revista Veja, de circulação nacional, criou edições regionais encartadas na publicação principal. Tais edições regionais foram denominadas como Veja São Paulo, Veja Rio, Veja Brasília e Veja BH; posteriormente elas ganharam o apelido de Vejinhas.
Os objetivos das chamadas Vejinhas eram destacar conteúdos regionais, que não tinham espaço na edição nacional.

### Veja São Paulo
Veja São Paulo (inicialmente Veja em São Paulo e hoje também conhecida como Vejinha) é um suplemento semanal da revista brasileira Veja, distribuído no estado de São Paulo.
Sua primeira edição como revista (anteriormente era um encarte grampeado à edição principal de Veja) foi às bancas em 9 de setembro de 1985, com reportagem de capa "A Magia dos Jardins". Na seção "Carta do Editor", que apresentava Veja São Paulo aos leitores paulistanos de Veja, Victor Civita escreveu:

"São Paulo é uma grande metrópole cosmopolita, com vasta oferta de trabalho, habitação, lazer, gastronomia e eventos culturais. Ao transformar Veja São Paulo (até então um guia de espetáculos e atrações culturais) numa revista da capital, nosso objetivo é ajudar os paulistanos a conhecer mais São Paulo e a viver melhor na sua cidade."

### Veja Rio
Após quase 30 anos de publicação, a revista Veja Rio deixou de circular em agosto de 2018. Todavia, um ano e meio depois, ela voltou a ser editada em 8 de fevereiro de 2020; com frequência mensal, lançada sempre no primeiro sábado do mês. Na época a universidade Pontifícia Universidade Católica do Rio de Janeiro (PUC-Rio) fez uma parceria com a revista, para que os seus alunos do curso de Comunicação produzissem conteúdos multimídia para a publicação.
Os Mais Amados do Rio, o prêmio Comer & Beber e a distinção Cariocas do Ano, que eram tradicionais edições da revista, retornaram nesta nova fase da publicação. Da mesma forma, foi trazido de volta as colunas Beira-Mar, Histórias Cariocas e Carioca Nota 10.
Além do retorno de tradicionais espaços da revista, ela também foi renovada com a criação das colunas Letra de Médico, onde um renomado profissional de saúde falava sobre medicina e saúde, e Veja Rio Testou, na qual a revista avaliava produtos ou serviços da cidade. A grande novidade, porém, foi a criação da Amarelinha, onde eram feitas entrevistas com personalidades de destaque local,  o nome Amarelinha remete as famosas "Páginas Amarelas" existentes na edição nacional e que eram também usadas como espaço para entrevistas.

## Colunas

### Radar On-Line
O Radar On-Line é uma coluna online da Revista Veja que traz notas sobre política, negócios e entretenimento atualmente escrita por Mauricio Lima. A coluna Radar On-Line tinha a frente o jornalista Lauro Jardim que era também redator-chefe da Veja no Rio de Janeiro. Com a saída de Lauro em setembro de 2015, para assumir uma coluna em O Globo, quem assumiu o Radar On-Line foi a jornalista Vera Magalhães, que permaneceu até julho de 2016.

## Prêmios
Prêmio ExxonMobil de Jornalismo (Esso)
- 1995: Esso de Informação Econômica, concedido a Laurentino Gomes, João Fábio Caminoto, Marcos Pivetta, Mônica Bergamo, Ernesto Bernardes, Marco Antinossi e Manuel Fernandes, pela obra "A Turma do Calote"
- 1995: Esso Regional Norte, concedido a Dorrit Harazim, pela obra "Mulher, crime e castigo"[141]